# 拉丁人 (中世纪称呼)
拉丁人是中世纪时期使用的一个区域居民称谓词，一般指的是西方天主教或拉丁礼教会的信徒。这一名称源自拉丁教父发展起来的，为天主教教会使用的教会拉丁语，虽然日耳曼人、凯尔特人、斯拉夫人的语言并不源于拉丁语，但在十字军东征的时代，前往东欧、中东的西欧人被当地人统称为拉丁人，其中法国人群体最为突出，所以西欧人也被称为“法兰克人”。
在拜占庭帝国乃至整个希腊正教世界，这个称呼通常带有负面含义，尤其是在1054年的教会大分裂之后。